# Alhambra (Kasztília-La Mancha)
Alhambra egy község Spanyolországban, Ciudad Real tartományban. Alhambra Argamasilla de Alba, Carrizosa, Manzanares, Montiel, Ruidera, San Carlos del Valle, La Solana, Tomelloso, Valdepeñas, Villahermosa, Villarrobledo, Ossa de Montiel és Socuéllamos községekkel határos. Lakosainak száma 969 fő (2024).

## Népesség
A település népessége az elmúlt években az alábbi módon változott:
| Lakosok száma | 1245 | 1190 | 1169 | 1140 | 1105 | 1054 | 1022 | 1002 | 989  | 969  |
|               | 2001 | 2004 | 2006 | 2009 | 2011 | 2014 | 2016 | 2019 | 2021 | 2024 |